# Theodoor Verschaeren
Theodoor Verschaeren (Mechelen, 5 november 1874 – Muizen, ca. 21 juni 1937) was een Belgisch kunstschilder en graficus van genretaferelen en portretten. Hij was tevens dramaturg.

## Genealogie
Hij was de tweede in een gezin van acht kinderen. van Willem Verschaeren (1844-98), schilder en vanaf 1890 schildersgast in het Spoorwegarsenaal te Mechelen, en van Constantina Dirickx (1846-1927). Hij is overleden in Muizen/Mechelen kort vóór 21 juni 1937 (verdronken in de Leuvensevaart). Zijn broers Karel (°1881) en Bartholomeus (Barth) (1888-1946) werden beiden ook kunstschilder.
Theodoor Verschaeren huwde op 4 juli 1898 Johanna Lauwers. Het gezin had twee kinderen: Karel Theodoor (° 1902) en Johanna Constantina (° 1905). Ze woonden ca. 1900-05 te Mechelen in de Locomotiefstraat 9; van 1905 tot 1914 aan de Leuvensesteenweg 149; en van 1914 tot 1921 in de Begijnstraat 26 en ten slotte van 1921 tot 1937 in de Oude Brusselstraat 11.

## Levensloop
Aanvankelijk was Verschaeren, die uit een eenvoudig en groot gezin stamde, een eenvoudige huisschilder. Meer en meer kreeg hij de smaak van het kunstschilderen te pakken en ging lessen volgen aan de Mechelse Kunstacademie (bij Willem Geets en directeur Jan-Willem Rosier).
In 1906 werd Verschaeren lid van "De Distel", een Mechelse kunstkring die gematigd-progressief gezind was in tegenstelling tot de meer conservatieve "Lucasgilde". Leden van De Distel waren o.a. Henri Schaepherders, Theo Blickx, E. Wauters, Gustave Nelissen, Charles (Karel) Bonaugure, Ernest Wijnants, Alphonse Van Beurden, E. Stoffels, Anna Kernkamp en Theodoors broer Karel Verschaeren. "De Distel", die slechts enkele jaren bestaan heeft, richtte in 1906 en 1907 te Mechelen enkele tentoonstellingen in. In februari 1907 stelde Verschaeren "Naaister" en "Portretten" tentoon. In het tijdschrift "De Distel" verscheen een uiterst lovende kritiek, waarin Verschaeren begroet werd als de verdienstelijkste onder de jonge Mechelse schilders. Ook van "Onzen Tijd", een andere progressieve Mechelse kring, werd Verschaeren lid.
In 1910 begon Verschaeren een verfwinkel in de Leuvensesteenweg 175 (later 45), die door zijn vrouw werd gehouden.

## De Eerste Wereldoorlog werd een persoonlijk drama
Tijdens een beschieting door het oprukkende Duitse leger bij het uitbreken van de Eerste Wereldoorlog brandde Verschaerens woning vrijwel helemaal uit, zodat quasi zijn gehele geschilderde oeuvre verloren ging. Op de vlucht voor het oorlogsgeweld geraakten Verschaeren en zijn gezin uiteindelijk niet verder dan Gent, in tegenstelling tot zijn broers Barth en Karel, die naar Engeland vluchtten. Hij keerde terug naar Mechelen (Begijnstraat 26) en moest in die moeilijke oorlogsjaren vanaf nul herbeginnen. In 1921 zou hij opnieuw een schilderswinkel openen op zijn laatste adres, Oude Brusselstraat 11.

## Moeizame jaren in het interbellum
Van 25 september tot 4 oktober 1920 richtte Verschaeren zijn eerste individuele tentoonstelling in, in de Brusselse galerie "Aeolian", waar in juli 1920 zijn broer Barth reeds individueel had tentoongesteld. Vooral de thema's van de vrouw en de moederweelde kwamen aan bod. Ook in het "Kunstverbond" te Antwerpen vond in 1921 een individuele tentoonstelling plaats. In Mechelen waren er individuele tentoonstellingen van Verschaerens werk in de Stadsfeestzaal in de jaren 1922, 1925, 1930, 1932 en 1936.
Van 1921 tot 1937 was Theodoor Verschaeren ook lesgever aan de Mechelse kunstacademie.

## Situering en oeuvre
Verschaeren schilderde vooral portretten, figuren, clowns, interieurs en huishoudelijke taferelen. Vaak vindt men traditionele, fijnzinnige moeder-en-kindvoorstellingen, maar ook moderne onderwerpen zoals motorrijders met de suggestie van de snelheid van het voertuig komen voor. Na de Eerste Wereldoorlog treft men ook geregeld oorlogsthematiek aan, bv. "Mannen der loopgraven" (Gent, Salon 1933).
Verschaeren helde niet volledig over naar het expressionisme dat in die tijd toonaangevend was : hij verwerkte traditionele elementen uit het realisme met enkele expressionistische kenmerken, terwijl in een bepaalde periode ook art-decostijlkenmerken aanwezig zijn. Verschaeren is een typische kunstenaar van het Interbellum, die niet bruusk kapte met de traditie, maar een logische evolutie naar een moderne schilderstijl doormaakte. Zijn beide broers kenden in hun schilderkunst een soortgelijke ontwikkeling.
Hij kreeg in 1963 en 1974 retrospectieve tentoonstellingen in Mechelen. Zijn olieverf op doek "De nieuwkomer" werd in mei 2006 geveild op € 1.000 bij Bernaerts, Antwerpen.

## Toneelschrijver
Theodoor Verschaeren was ook actief als toneelschrijver: in 1917 had hij aan een wedstrijd deelgenomen met een stuk "Acta Bureaucratica", een satire op de bureaucratie, en daarmee een eerste prijs gewonnen. Aangemoedigd door dit succes, zou hij nog enkele toneelwerken schrijven die hij meestal op eigen kosten uitgaf: "Gokwaja", symbolisch stuk over de strijd tussen Goed en Kwaad; "De Geest van Zijne Excellentie Dansa", vleierij en leugen aan een fictief koninklijk hof; "H.A.S.", over de mens als marionet; "Janus Dubbel", een satire op de politiek en de diplomatie; "Gijwij"; "Schalker"; "Dul"; "Wind en C°"; "Koning Wil"; "Amoroza" en "Alfred". Zijn stukken kenden destijds slechts een beperkte bijval in België en waren te cerebraal, te symbolisch om echt populair te worden.

## Musea en openbare verzamelingen
- Mechelen, Stedelijk Museum Hof van Busleyden
- Mechelen, verzameling OCMW
- archivalia in het Letterenhuis in Antwerpen (vroegere AMVC)